# Fahy
Fahy é uma comuna da Suíça, situada no distrito de Porrentruy, no cantão de Jura. Tem 7,78 km² de área e sua população em 2018 foi estimada em 350 habitantes.